# Airtricity

Logo

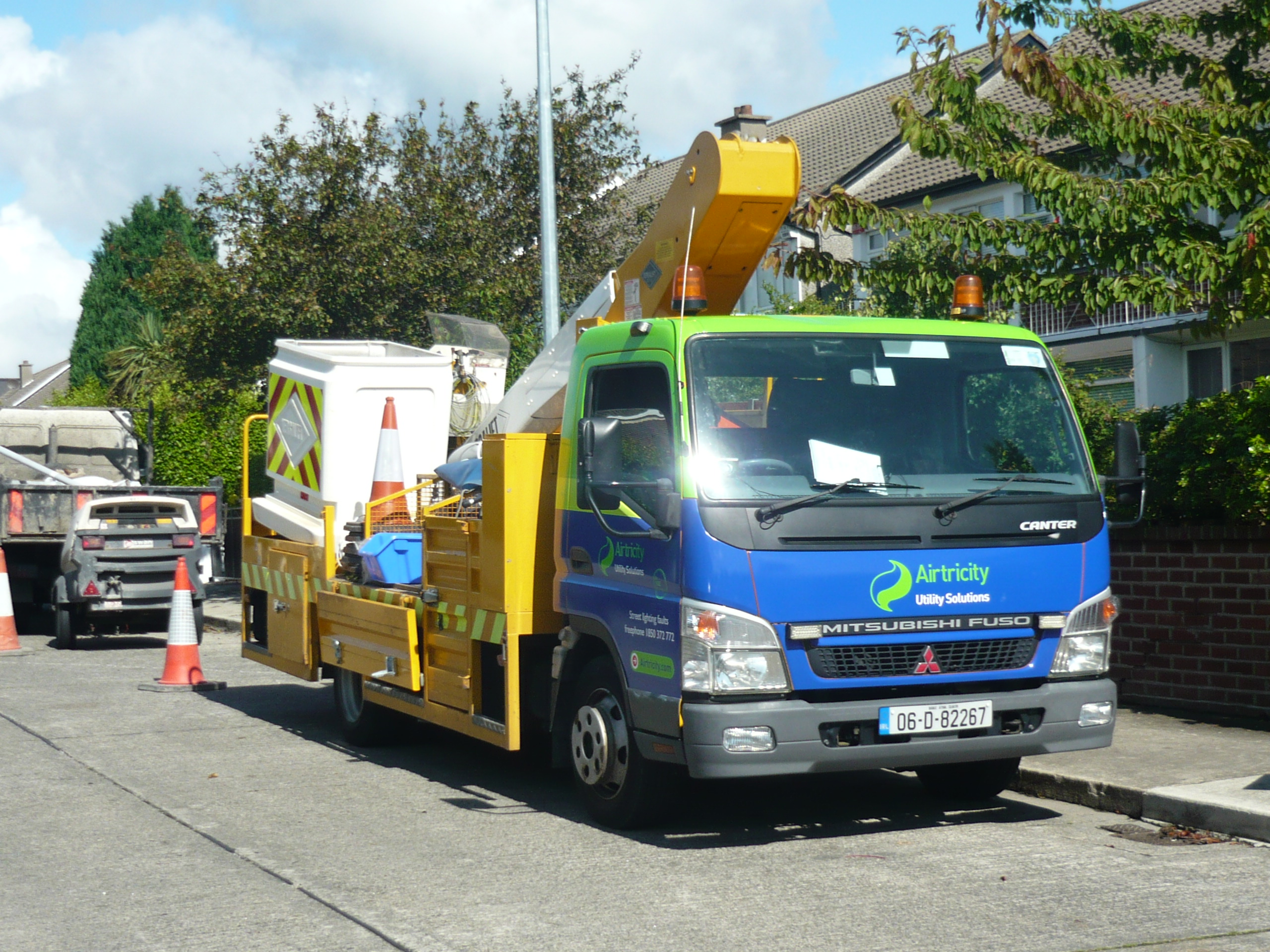
Fahrzeug der Airtricity

Airtricity ist eine Windpark-Betreibergesellschaft in Irland. Der Name der Firma ist ein Kofferwort aus Air (engl. Luft) und electricity (engl. Strom), ist aber auch vom Wort Éire (irisch für Irland) abgeleitet (die Firma trat ursprünglich unter dem Namen Eirtricity auf). Der Unternehmenssitz ist Dublin.
Die Firma wurde 1997 gegründet und hatte 2008 eine Stromkapazität von 228 MW, verteilt über mehrere irische Countys (Cavan, Donegal und Sligo). Sie betreibt Windparks sowohl südlich als auch nördlich der inner-irischen Grenze. Ebenfalls werden Windparks in Schottland, England und Wales sowie in den USA betrieben. Derzeit sind insgesamt mehrere tausend Megawatt umfassende Windparks in Planung.
Airtricity gehörte früher zu 51 % der NTR plc und gehört seit dem 15. Februar 2008 der Scottish and Southern Energy.
Airtricity hat Pläne bekanntgemacht, ein Supergrid genanntes Hochspannungs-Gleichstrom-Übertragungsnetz zu installieren, das Windparks von Spanien bis hin zur Ostsee und einige Offshore-Windparks verknüpft.

## Neue Entwicklungen
Seit Januar 2008 gehört Airtricity zur Scottish and Southern Energy, welche mit ca. 20.000 Mitarbeitern (m/w) als größter Erzeuger erneuerbarer Energien in Großbritannien in 2007 über 1.300 MW Erzeugungsleistung aus Wasser- und Windkraft betrieb.
Die deutschen Niederlassungen in Hamburg und Husum wurden im Mai 2008 eröffnet.
Airtricity Deutschland war zwischen 2007 und 2009 an der Projektdurchführung des damals 300 MW umfassenden Bürgeroffshorewindpark Butendiek beteiligt.
Ende 2009 begann Airtricity sich aus Deutschland zurückzuziehen.